# Жан-Пиер Мелвил
Жан-Пиер Мелвил (на френски: Jean-Pierre Melville) е френски кино–режисьор и сценарист, роден през 1917 г., починал през 1973 г. 
Наречен „бащата на френския гангстерски филм“, името на Жан-Пиер Мелвил достига култов статус в кино-средите. Въпреки ранната си кончина и само 13-те му пълнометражни филма, много от тях са считани за триумф на френското кино. Възприел фамилното име „Мелвил“ като псевдоним през войната, взето от фамилията на любимия му писател Херман Мелвил, той оставя в историята на кинематографията такива класически произведения като „Le Doulos“ (1962) с участието на Белмондо, „Самураят“ (1967) с Ален Делон и „Червеният кръг“ (1970) с Делон и Бурвил.
Множество известни режисьори са повлияни от творчеството на Мелвил, сред които са Жак Дере, Джим Джармуш, Куентин Тарантино, Майкъл Ман и др.

## Биография

### Произход и младежки години
Роден е като Жан-Пиер Grumbach на 20 октомври 1917 г. в Париж, Франция в еврейско семейство от областта Елзас. По време на Втората световна война, той се присъединява към Съпротивата на окупираната от нацистите Франция. По това време приема псевдонима Мелвил по името на любимия си американски писател - Херман Мелвил. Фамилия, която ще запази до края на живота си.
Запален по киното още от ранна детска възраст, след края на войната Мелвил кандидатства за асистент режисьор, но е отхвърлен. Виждайки, че стандартният път към желаната от него професия му се изплъзва, през 1946 г. той регистрира собствена продуцентска компания. Така започва с режисирането на нискобюджетни филми, изискващи снимки на реалната местолокация вместо в комфортно студио. Това ще окаже сериозно влияние върху зараждащата се в края на 1950-те години прославена Френска нова вълна в киното.

## Филмография

### Частична режисьорска филмография
| Година | Филм                   | Оригинално заглавие        |
| ------ | ---------------------- | -------------------------- |
| 1949   | Мълчанието на морето   | Le silence de la mer       |
| 1950   | Ужасните деца          | Les enfants terribles      |
| 1956   | Играчът Боб            | Bob le flambeur            |
| 1959   | Двама мъже в Манхатън  | Deux hommes dans Manhattan |
| 1961   | Леон Морен, свещеник   | Léon Morin, prêtre         |
| 1962   | Доносникът             | Le Doulos                  |
| 1962   | По-големият брат Фершо | L'aîné des Ferchaux        |
| 1967   | Самураят               | Le Samouraï                |
| 1969   | Армията на сенките     | L' Armée des ombres        |
| 1970   | Червеният кръг         | Le Cercle rouge            |
| 1972   | Полицай                | Un flic                    |